# 一宮市立大和中学校
一宮市立大和中学校（いちのみやしりつやまとちゅうがっこう）は、愛知県一宮市に在る公立中学校。校訓は「勤勉」「自治」「感謝」。

## 沿革
- 1946年（昭和22年）、中島郡 大和村立大和中学校として開校
- 1951年（昭和26年）、中島郡大和町立大和中学校と改称
- 1949年（昭和24年）、現在地に校舎竣工
- 1953年（昭和29年）、校歌制定。作詞は上田信夫、作曲は信時潔[注釈 1]。
- 1955年（昭和30年）、一宮市立大和中学校と改称

## 所在地
- 愛知県一宮市大和町苅安賀字上東出80番地